# اولا پوپکن
اولا پوپکن (انگلیسی: Ulla Popken) شرکت پوشاک آلمانی است، که در سال ۱۹۶۸ تأسیس شد.